# Кано, Амину
Маллам Амину Кано (Aminu Kano; 9 августа 1920 — 17 апреля 1983) — нигерийский политический и профсоюзный деятель, лидер радикальной оппозиции, педагог, поэт и драматург из Кано. Играл активную роль во время перехода от британского колониального правления к независимости, Первой республики, военного правления и Второй республики.
Он был ярым критиком британского колониализма и его политики непрямого правления в Северной Нигерии. Самопровозглашённый демократический гуманист и реформатор, Амину объединил полученные им знания как западного, так и исламского образования, чтобы отстаивать освобождение «талакава» — простого народа.
Выходец из религиозно-аристократической семьи хауса-фульбе, он окончил учительский колледж в Кадуне и курс Педагогического института при Лондонском университете. Преподавал в школе и был директором учительского колледжа в Сокото. Участвовал в создании общественно-политической ассоциации Союз всеобщего прогресса Баучи (1943—1944). В 1948 году Амину учредил первый профсоюз в Северной Нигерии — Ассоциацию благосостояния учителей Севера — и принял участие в основании культурной организации Конгресса народов Севера (Северного народного конгресса, NPC).
Из-за консерватизма большинства остальных членов он покинул NPC и стал соучредителем первой заявленной политической партии в Северной Нигерии — Прогрессивного союза северных элементов (Союза прогрессивных элементов Севера, NEPU). Эта сила социалистического толка провозглашала своей целью улучшение жизни талакава. В 1950 году он оставил преподавание, чтобы полностью посвятить себя политической деятельности. Партия под его руководством (в качестве её вице-президента в 1951 году и президента в 1953—1966) вела борьбу за деколонизацию и освобождение талакава. После нескольких неудачных попыток избраться Кано выиграл свои первые выборы в 1959 году, попав в Федеральную палату представителей.
Представляя в парламенте округ Кано-Восток, Амину продолжал выступать за деколонизацию Нигерии и по всего континента, особенно в Южной Африке и Конго. Он также был назначен делегатом в Организации Объединенных Наций, продвигая позицию неприсоединения Нигерии и «внеблоковую дипломатию». Его депутатство закончилось после поражения на всеобщих выборах 1964 года.
Самым влиятельным северным нигерийцем Амину Кано стал после переворота 1966 года, положившего конец Первой республике и оборвавшего жизни Ахмаду Белло и Абубакара Тафава Балева. Кано был федеральным комиссаром сперва по связи (1966—1971), затем по здравоохранению (1971—1975) в составе военного правительства Якубу Говона. С переходом страны к гражданскому режиму вернулся в политику во Второй республике, в 1978 году основав и возглавив левую Партию народного возрождения (Партию народного искупления, People’s Redemption Party).
Его основные политические требования продолжали лежать в русле освобождения талакава, включая расширение прав и возможностей женщин, особенно посредством образования. Он баллотировался на пост президента и выступал в печати по вопросам образования, демократизации системы управления, против «туземных» властей. Автор нескольких пьес на языке хауса.
В его честь Международный аэропорт имени Маллама Амину Кано, Учебная больница Амину Кано, Педагогический колледж Амину Кано, Общественный коммерческий колледж Амину Кано, Центр демократических исследований Амину Кано и Колледж исламских исследований Амину Кано в штате Кано. Он считается одним из отцов-основателей современной Нигерии и пользуется большим уважением по всей стране.

## Семья и образование
Амину родился в районе Судава города Кано 9 августа 1920 года в семье Ракайи и Маллама Юсуфу из фуланийского клана гьянава, известного своей исламской ученостью, особенно в области исламского права.  Из шести детей его матери он был единственным, кто достиг 15-летнего возраста. Оба его родителя были хорошо подкованы в исламе, а его отец позже служил исполняющим обязанности главного алкали Кано. Его бабушка получила титул фулани Модиббо, который обычно присваивается уважаемым исламским ученым : 330.  По местной традиции, Усман дан Фодио, основатель халифата Сокото, сам назначил родственника Амину на должность главного алкали Кано . 

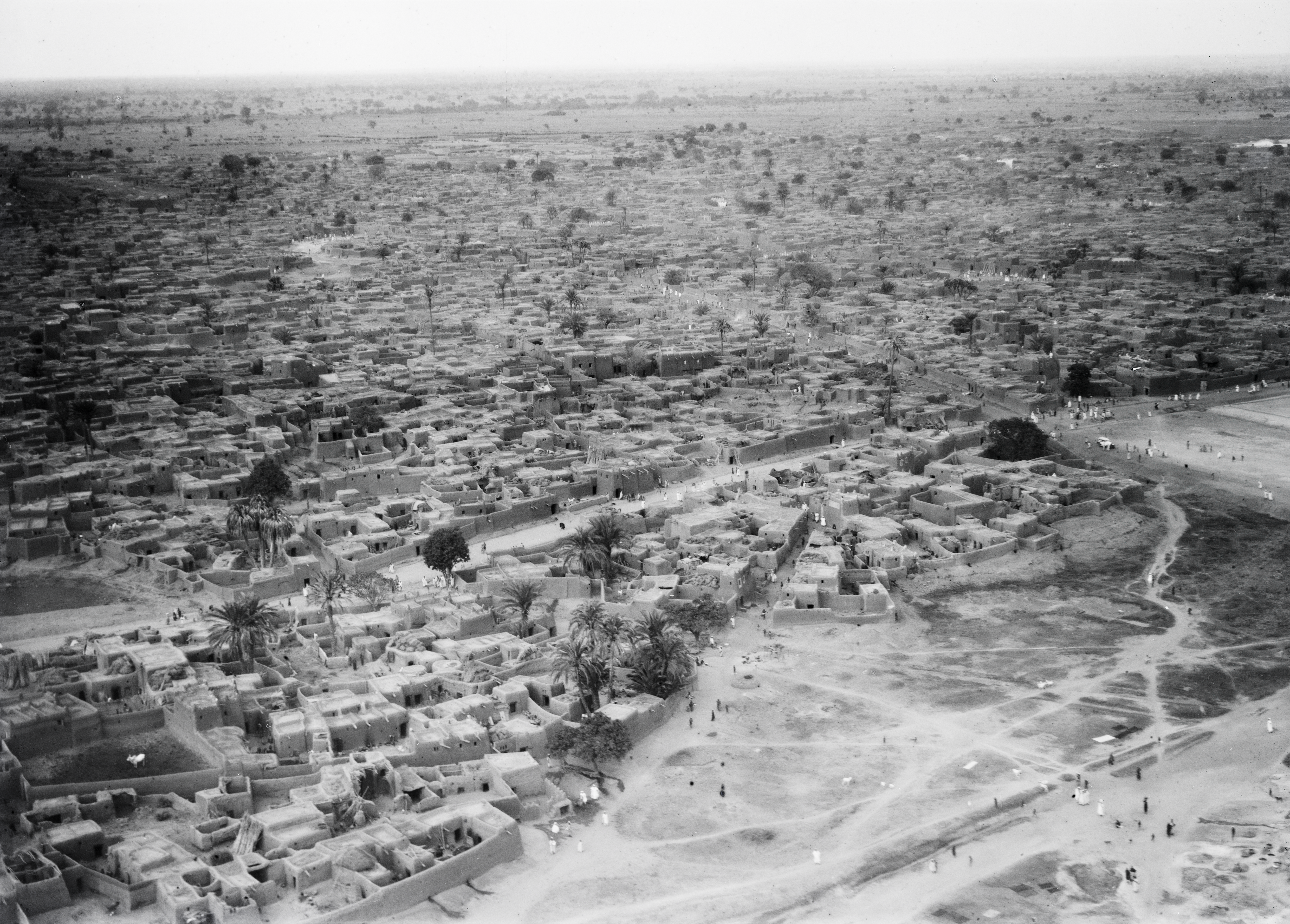
Вид с воздуха на Кано в начале 1930-х годов.

По материнской линии Амину также столетиями фиксируются образованные мужчины и женщины. Это были фульбе, эмигрировавшие в Кано из Кукавы в империи Борну . Среди них был маллам, служивший личным советником тогдашнего эмира Кано Сулиману. Этот маллам зарабатывал на жизнь разведением и продажей голубей, за что получил прозвище Маллам Май Таттабари («разводящий голубей»). Это прозвище стало официальным титулом во дворце Кано и было передано его преемникам, выступавшим в качестве личных имамов и советников эмиров по исламскому праву. 
В младенчестве первыми учителями Амину выступали мать и бабушка, которые научили его арабскому языку и чтению Корана . После смерти матери в 1926 году он перебрался в дом своего дяди Халилу (который позже также был назначен «Маллам Май Таттабари»), где жил под опекой своей бабушки по материнской линии.  Далее Амину зачислили в начальную школу Шехучи, где его учили английской грамоте . В качестве фамилии он взял название места своего рождения, Кано, что было обычной практикой среди северных нигерийцев, получивших западное образование в то время. 
В 1933 году Амину начал посещать школу-интернат Кано (позже переименованную в колледж Румфа, Кано). Там в 1935 году он возглавил одну из первых ученических и студенческих забастовок в Нигерии против нехватки мыла, плохого питания, «слишком большого количества ограничений и слишком сурового кодекса поведения». Затем он поступил в колледж Кадуна (позже переименованный в колледж Барева), где в 1942 году получил диплом педагога.

## Карьера педагога

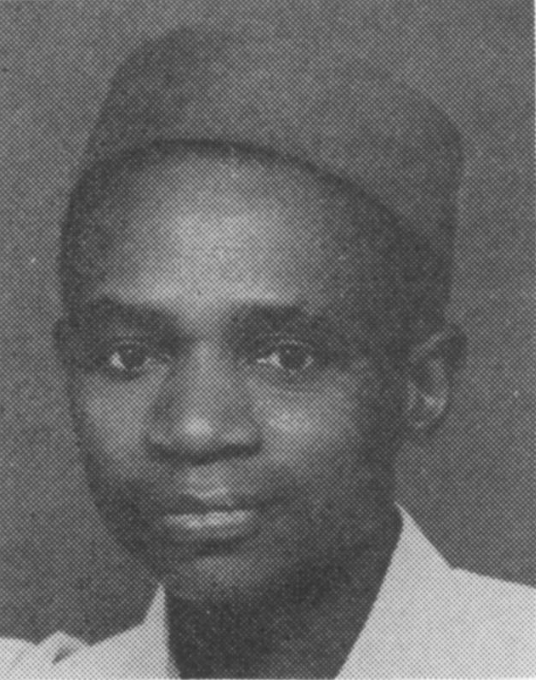
Молодой Амину Кано

После окончания колледжа Кадуна в 1940 году Амину собирался избрать карьеру юриста, а не пойьт по пути своих одноклассников, которые в основном выбирали преподавание. Этот выбор был необычным, поскольку шариатские суды, более популярные среди мусульман, чем параллельные мировые суды в Кано, не допускали адвокатов. Кроме того, его интересу к изучению медицины в Англии препятствовало требование посещать в течение нескольких лет Королевский колледж и Высший колледж Яба в Лагосе на юге Нигерии. Однако из-за продолжающихся студенческих волнений директор Королевского колледжа не хотел принимать Амину с его репутацией смутьяна. Амину также пытался вступить в армию и полицию, но ему отказали под предлогом недостаточного роста (162 см, что на дюйм ниже минимального требуемого роста). В колледже Кадуна многие советовать ему продолжить преподавательскую карьеру, но убедил его в этом именно учитель естественных наук, доктор Р. Э. Миллер.
Во время обучения Амину направляли в разные города для преподавания. На втором году обучения он провел по пять месяцев в Баучи и Зарии и еще два месяца «посещал школы на юге». Именно на последнем году его обучения в 1942 году стали очевидны его всё более радикальные политические взгляды. Он начал писать для немногих газет и журналов, доступных в то время, таких как «Gaskiya Ta Fi Kwabo» и « West African Pilot», и у него проявлялся живой интерес к политике. В этом же году он написал свою брошюру «Кано под молотом местной автократии».
Ближе к концу своего пребывания в колледже Кадуна он встретил Сааду Зунгура, которому предстояло «глубоко повлиять на мышление Амину».  Зунгур был старше Амину и ранее участвовал в радикальной политике, а тогда был главой фармацевтической школы в Зарии. Амину часто вел долгие беседы с Зунгуром, часто навещал его дома после занятий. Их знакомство началось в 1935 году, когда Зунгур посетил Кано, произведя на Амину неизгладимое впечатление своими прогрессивными взглядами. Амину поддерживал спорадическую переписку с Зунгуром до их воссоединения в Зарии.

### Баучи и дискуссионные кружки
После завершения педагогической подготовки Амину переехал в Баучи, взяв на себя роль младшего учителя в местной средней школе. Среди его коллег в школе были Абубакар Тафава Балева и Яхая Гусау. Во время их преподавания в Баучи начались дружеские отношения Амину с Балевой, который позже стал единственным премьер-министром Нигерии и прозвал своего товарища «Молотов» в честь советского государственного деятеля Вячеслава Молотова. В это время в родной Баучи вернулся и Зунгур из-за заболевания легких, подхваченного в Зарии.
Амину пользовался большим уважением среди учеников школы. Они часто собирались у него дома после уроков для дискуссий и других внеклассных занятий. Время от времени он организовывал для студентов спектакли и представления, иногда используя произведения Абубакара Имама. В дополнение к урокам он сочинял для своих учеников песни и стихи. Он также принимал активное участие в различных обществах учащихся, включая драматические, дискуссионные и научные. 

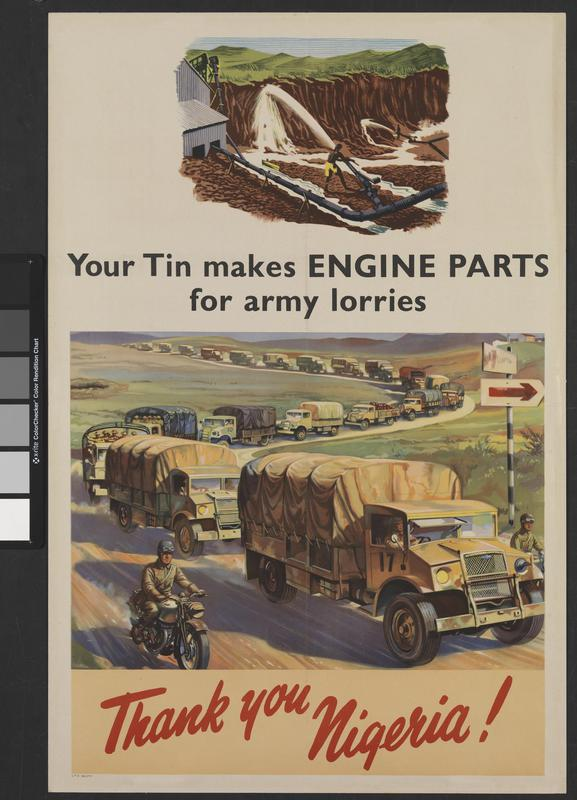
Пропагандистский плакат 1940-х годов с целью побудить нигерийских «добровольцев» помочь военным усилиям Великобритании.

Его тесная связь с учениками и радикальные идеи сделали его непопулярным среди администрации школы. Однажды все учащиеся устроили забастовку из-за нехватки униформы и одеял, удержания карманных денег и плохого качества еды. Оставшийся ученик, староста и младший брат Балева, выступал в качестве их представителя. Старшие ученики, среди них был Суле Катагум, повели остальных учеников в сторону Майдугури. Их догнали эмир Баучи и несколько учителей, пытаясь вести переговоры, но ученики настояли на разговоре только с Амину. Позже Амину прибыл с Яхьей Гусау и «заверил их, что их жалобы будут должным образом озвучены», и убедил их вернуться в свои общежития. После расследования изложенные в жалобах факты были подтверждены, в результате чего прежний директор был заменен на Балеву, «который исправил ранее существовавшие нарушения».
В 1943 году Амину вместе с Зунгуром, Балевой и Гусау сформировал Союз общего благоустройства Баучи (BGIU), в котором они вели дискуссии, критикующие британскую колониальную политику и местную власть. На эту организацию, вероятно, повлияла аналогичная организация, которую Зунгур основал во время пребывания в Зарии, — Союз общего благоустройства северных провинций (NPGIU). Амину и Зунгур писали письма и статьи, критикуя британскую политику «направлемого труда», которую они считали замаскированной формой призыва на военную службу. Поскольку Британии требовалось значительное количество продовольствия, олова и солдат для Второй мировой войны, колониальные власти оказывали давление на местные, чтобы те «направили» определенные квоты на продовольствие и рабочую силу. Великобритания широко использовала нерегулируемый принудительный призыв в Северной Нигерии для поддержки своих военных усилий после военных неудач на Дальнем Востоке в 1942 году. Одна из неподписанных статей Амину в журнале «West African Pilot» попалась старшому окружному офицеру Нотту, что привело к роспуску союза и его замене санкционированным Дискуссионным кружком Баучи (BDC или Majalisar Tadi ta Bauchi) под эгидой колониальных властей.
BDC проводил еженедельные обсуждения, привлекая различных участников, таких как руководители отделов, администраторы, торговцы и преподаватели. Число участников превысило число участников предыдущего Союза общего благоустройства Баучи (BGIU), привлекая умеренных, которые чувствовали себя более непринужденно, учитывая санкцию правительства. Амину, как секретарь, отвечал за рассылку приглашений и выбор тем для обсуждения. Обсуждаемые темы включали экономическое развитие, демократию, медицину, войну и религию. Когда речь шла о свободе прессы, Амину и Зунгур подчеркивали противоречие в британской политике, утверждая, что, с одной стороны, они подавляли и в частном порядке осуждали одинокие голоса, независимые от эмиров, а с другой стороны, на словах поощряли независимую мысль и инициативу. 
В обсуждении непрямого правления он утверждал, что «оно пережило цель, для которой оно изначально предназначалось» и что это «наиболее эксплуататорская система колониальной администрации, которую когда-либо знал мир».  Он также отметил, что во время британского переворота Халифат Сокото и его эмираты превратились в систему, не предусмотренную своим основателем Шеху Усманом дан Фодио. Амину утверждал, что преемственность халифов должна была основываться на заслугах, а не на рождении, и что автократическая система управления противоречила учениям исламского пророка Мухаммеда и Шеху. Балева, будучи более умеренным, чем Амину, защищал систему непрямого правления, утверждая, что поддержание закона и порядка имеет важное значение для обеспечения основы, на которой можно было бы провести желаемые реформы. Зунгур, прикованный к постели во время собрания, в письменном ответе Балева изложил свои аргументы и поддержал Амину.
Во время другой встречи Амину задал офицеру Нотту вопрос: «От чего зависит зарплата эмира?». Нотт ответил, что это зависит от объема и тяжести его обязанностей. Затем Амину отметил, что, несмотря на меньшее количество подданных и обязанностей по сравнению с эмиром Баучи, ламидо Адамавы получал более высокую зарплату. Возмущённый этой дерзостью, Нотт не только закрыл встречу, но и объявил о прекращении деятельности BDC .
Чтобы заменить BDC, Амину и Зунгур создали еще одну политическую организацию — Общественный центр Баучи. Их первая встреча, насчитывавшая около 20 членов, состоялась в библиотеке местного управления, недалеко от дворца эмира. Во время этой встречи Балева по указке эмира прибыл в сопровождении полицейского и попросил всех разойтись, поскольку «все союзы (организации) запрещены». Но Зунгур велел ему передать эмиру, что они не собираются расформировываться, и собравшиеся передали старшему политическому офицеру письмо о нарушении их прав эмиром.
Через три дня членов организации пригласили на встречу с эмиром. Эмир отрицал приказ об их расформировании и утверждал, что он всего лишь запретил им использовать «пишущие машинки и оборудование библиотеки местных властей».  Вскоре после этого британское правительство предложило Амину одну из семи стипендий для обучения в Англии, начиная с сентября 1946 года.

### Учёба в Лондоне
В Институте образования в Лондоне Амину углубился в работы таких деятелей, как Гарольд Ласки, Джордж Бернард Шоу и Карл Мангейм, чьи учения являются «источником многих идей Амину об идеальном человеческом обществе». Он установил отношения с несколькими левыми деятелями и организациями в Лондоне, в том числе с Социалистической лейбористской партией, Студенческим социалистическим обществом и Молодыми социалистами, а также встретился и подружился с некоторыми членами парламента левого толка и «высшими руководителями» коммунистических организаций.  На него повлияли такие ведущие лейбористские политики того времени, как Эньюрин Бивен и Феннер Брокуэй. 
Под воздействием всех этих идей он попытался соединить политическую философию французских и американских революционеров с фабианским социализмом и учением Усмана дан Фодио, все ещё ориентируясь на радикальные настроения Сааду Зунгура. Он также стал свидетелем борьбы южноазиатских студентов за независимость их стран. Амину вместе со студентами из различных британских колоний приветствовал ведущих фигур движения за независимость Индии и Пакистана, Джавахарлала Неру и Али Джинну, во время их визита в Лондон в 1947 году. Этот опыт, вероятно, способствовал его интересу к гандистскому ненасильственному сопротивлению.
Во время своего обучения Амину преподавал в местных начальных школах и проводил недели в сельской местности Уэльса в качестве гостя Клуба молодых фермеров. Чтобы профинансировать запланированный тур по британской сельской местности, он взял на неполный рабочий день роль переводчика языка хауса в Британской радиовещательной компании (BBC). Неожиданно его пригласили в качестве делегата на Всемирный джамбори бойскаутов в Росни, что позволило ему совершить поездку по Европе. Накануне отправки во Францию весь контингент скаутов посетил Букингемский дворец. Амину был потрясен, увидев, как король и королева свободно общаются с мальчиками, что резко контрастировало с поведением британских чиновников в Нигерии. Это противоречие вселило в него оптимизм, и он интерпретировал его как признак надвигающегося краха колониальной империи.

### Профсоюз учителей и возвращение на родину
В марте 1948 года, ещё учась в Лондоне, Амину  наряду с другими учителями из региона, такими как Салиху Фулани, З. Я. Димка, Яхая Гусау, Шеттима Шеху Аджирам, Шеху Шагари и Абубакар Тафава Балева, сформировал Ассоциацию благосостояния учителей Севера (позже Ассоциацию учителей Севера) — первую общерегиональную и профсоюзную организацию в Северной Нигерии  . Профсоюз сосредоточил свое внимание на таких вопросах, как права и благополучие учителей, улучшенная программа обучения, разрыв в заработной плате между Севером и Югом и право членства учителей христианских миссионерских школ .
Профсоюз быстро рос, насчитывая около 200 членов в первый месяц и 25 отделений в течение первого года, а позже оказал влияние на последующие националистические организации региона . Он оставался ведущим профсоюзом учителей в Северной Нигерии до слияния в 1972 году с южанским Нигерийским союзом учителей.
В конце 1948 года Амину закончил свою учёбу и вернулся к преподаванию в средней школе Баучи, откуда спустя несколько месяцев был переведён в педагогический колледж. Амину, который в то время еще был младшим учителем, был приглашен в Кадуну для встречи с Эй. Дж. Ноттом (который организовал BDC в 1943 году), ныне главным секретарем правительства, и новым губернатором Джон Стюарт Макферсоном.
Нотт сообщил Амину, что они обратили внимание на его критику правительства, заявив: «Нам действительно нравятся такие люди, как вы, которые опережают своих соотечественников». Они предложили ему должность, которая позволила бы ему участвовать в «финансовом отделе правительства» или даже в качестве следующего редактора «Гаския Та Фи Квабо». Вернувшись в Баучи, Амину, рассмотрев эти предложения и обсудив их с Зунгуром и другими, пришёл к выводу, что это было попыткой правительства сорвать их активистскую деятельность. Следовательно, Амину отклонил предложения, сообщив Нотту и Макферсону, что предпочитает оставаться учителем. : Позже он также отказался от работы преподавателем хауса в Оксфордском университете. Вскоре власти, всё ещё надеясь подорвать единство местных радикалов, перевело Амину в Мару в Сокото.

### Работа в Сокото
Сокото служил столицей халифата 19-го века, созданного в результате джихада Усмана дан Фодио. После колонизации штата британцами Сокото стал провинцией, и статус султана был понижен; остальные эмиры подчинялись непосредственно британскому правительству, а не султану. Однако он сохранил свое значение как центр традиционной и религиозной власти в регионе. Следовательно, он считался самой консервативной частью очень консервативного Севера. Деревня Мару (ныне штат Замфара) в 1964 году имела население 8256 человек. Было ясно, что перевод Амину в Мару имел целью не только дистанцировать его от Зунгура, но и изолировать его и воспрепятствовать его деятельности. По прибытии он попытался создать дискуссионный кружок, но вокруг него было слишком мало образованных людей, а ближайший к Мару крупный город находился в 35 милях от него, «по ужасным, едва проходимым дорогам». Как позже обнаружил Амину, султан Сиддик Абубакар III также следил за ним. Через несколько недель после его пребывания в Мару он узнал, что старик, которому он регулярно подавал милостыню, был шпионом султана.
На протяжении всего своего пребывания в Мару Амину попадал в конфликты, которые регулярно приводили его к разногласиям с султаном. Так, он жаловался британским властям, что средства, предназначенные для крестьян, чья земля использовалась для школы, до них не дошли.  Другой спор возник, когда Амину и его коллега Абубакар Гуми чуть не спровоцировали конфликт между тарикатами кадирия и тиджания, когда они не позволили своим ученикам присутствовать на пятничной службе из-за проблем с имамом. По их словам, имам Мару практиковал таяммум — действие, предназначенное для случаев, когда воды, подходящей для омовения, не хватает, несмотря на то, что в Мару не было недостатка воды.
В то время Амину поддерживал теплые отношения с Ахмаду Белло, сардауном Сокото, который вел соперничество с султаном. Когда в 1943 году султанский суд признал Белло виновным в присвоении налога джангали («налога на скот»), Амину внес значительную часть своей преподавательской зарплаты в Баучи в фонд защиты Белло. Теперь, когда Амину находился в Мару, Белло видел в нем потенциального союзника против султана. Белло часто навещал Амину в Мару, а во время визита Амину в Сокото на провинциальную конституционную конференцию он останавливался в резиденции Белло. В этот период султан направил Амину частное приглашение, вероятно, стремясь к примирению. Он попросил о тайной встрече в 2 часа ночи, но, узнав, что Амину рассказал Белло об этом приглашении, султан пришел в ярость и отменил встречу.

### Конгресс народов Севера
Благодаря успехам профсоюза учителей Амину другие образованные люди в регионе обратились к нему с просьбой о создании аналогичной организации. В конце 1948 года различные организации в Зарии, Кадуне и Баучи объединились и образовали Конгресс народов Севера (NPC). В июне 1949 года первое собрание организации состоялось в отеле Green’s в Кадуне, на нем присутствовало около 500 человек. В число членов-основателей входили доктор Дикко, Яхая Гусау, Абубакар Имам, Юсуф Майтама Суле, Алию Май Борну, Амину Кано, Иса Вали (двоюродный брат Амину) и Сааду Зунгур, который стал генеральным секретарём Национального совета Нигерии и Камеруна (NCNC) .
На своем первом общем собрании в декабре 1949 года лидеры конгресса Дикко и Гусау заявили, что конгресс не намерен свергать колониальное и аристократическое правительство и что:
Окружной офицер, представляющий жителя Кано, предупредил присутствующих, что они смогут осуществить желаемые реформы только в том случае, если будут двигаться «медленно и осторожно» и что «нужно научиться ходить, прежде чем можно будет бежать». В ответ Амину попросил его доложить начальству, что они собираются не «ходить пешком», а «мчаться на самолёте».
Некоторые северные правители, такие как султан, эмир Кано и эмир Зарии, одобрили это «безобидное» и «почтительное» отношение конгресса. Однако более молодые члены, такие как Майтама, Амину и Зунгур, полагали, что конгресс был слишком некритичен как к эмиру, так и к британским властям, подчеркивая необходимость политических реформ на Севере. Наконец, в августе 1950 года некоторые радикальные члены Союза в Кано сформировали Союз прогрессивных элементов Севера (Jamiyar Neman Sawaba), первую объявленную политическую партию в Северной Нигерии.   Их поддержал Амину, который в то время всё еще работал на госслужбе и не мог открыто вступить в политическую партию.
Амину подал заявление об отставке 16 октября 1950 года и навсегда уехал из Мару 4 ноября того же года. Шейх Усман Бида, который был одноклассником Амину в колледже Кадуна, и Суле Катагум, Вазирин Катагум, считали, что его вынудили к этому шагу, который он обдумывал ещё в апреле того же года. Когда заместитель директора по образованию Севера предупредил его, что его не переназначат, если он продолжит свою политическую деятельность, Амину записал в своем дневнике: «Хорошо, это его проблема. Моя — уйти в отставку к следующему году».

Статья Амину, объясняющая причины его отставки, была опубликована в газете Daily Comet 11 ноября 1950 года:
Я ушел в отставку, потому что отказываюсь верить, что эта страна по необходимости является пленницей англо-фуланийской аристократии, потому что разделяю точку зрения, согласно которой местные власти… прискорбно безнадежны в решении наших неотложных образовательных, социальных, экономических, политических или даже религиозных проблем. Моё пребывание в Англии… укрепило мою душу в отстаивании правды, свободы и превыше всего прав человека, за которые мир боролся с фашизмом… а вокруг коррупция, бесправие, политический блеф, рабство под чужим одеянием, неприкрытое кумовство, тирания, нищета… ненужное сохранение наследственных паразитов, голая и бессовестная экономическая эксплуатация… Терпеть не могу эти вещи из-за их ужасного запаха… Я готов, чтобы меня называли любым именем. Назовите меня мечтателем или назовите меня революционером; называйте меня крестоносцем или как угодно этому империалистическому правительству. Я увидел свет на далеком горизонте и намерен пройти его полный круг либо один, либо со всеми, кто захочет пойти со мной. Этим самым угнетателям нашего народа я говорю следующее: Берегитесь! Африка больше не спящий гигант! Она вот-вот выйдет из ступора

## Политическая деятельность

### Накануне обретения независимости (1950—1959)
После отставки Амину вернулся в Кано и официально присоединился к партии Союз прогрессивных элементов Севера (NEPU). Заявленные цели партии включали «освобождение талакава» (простолюдинов) посредством «реформы нынешних автократических политических институтов». Во время второго ежегодного съезда Конгресса народных представителей Севера (NPC) в декабре 1950 года резолюция NEPU, разработанная Амину, содержала призыв объявить NPC «явно националистической политической партией». Стало очевидно, что Северу необходима политическая партия, чтобы идти в ногу с продолжающейся демократизацией страны. Однако влиятельные эмиры и «некоторые административные чиновники» рассматривали NPC как группу с опасно радикальными идеями. Несколько умеренных и консервативных членов NPC пригрозили выйти из организации, если члены NEPU не будут исключены. По словам Шеху Шагари, который проинформировал Амину и Зунгура о пути на съезд, как член молодежного социального кружка NPC в Сокото, ему было дано указание противостоять любому предложению их обоих на съезде. Он также утверждал, что Амину, узнав об этом, призвал его «осуществить вверненный мандат» и заверил его в своей дальнейшей дружбе и уважении. В результате NEPU вышла из NPC, образовав независимую политическую партию.
Амину участвовал в этапе первичного голосования на первых парламентских выборах в Северную палату собрания в сентябре 1951 года. Его партия одержала победу, получив 12 из 26 мест, отведенных для города Кано, опередив три другие партии, включая должностных лиц местной администрации, которые в совокупности занимали шесть мест. На последующем этапе участвовали последние коллегии, которые избирали кандидатов в Палату собрания тайным голосованием. Несмотря на успех NEPU на более ранних этапах, Амину повезло меньше в процессе окончательного голосования: он получил 16 голосов из 68, и ни один член NEPU не получил места в Палате собрания 1952 года, которая служила коллегией выборщиков для Палаты представителей. Четыре члена NEPU, первоначально добившиеся успеха на промежуточном этапе, на заключительном этапе столкнулись с ранее проигравшими кандидатами от местной власти. Из результатов выборов сложилось впечатление, что британские чиновники и местные власти разработали избирательную систему в собственных интересах.

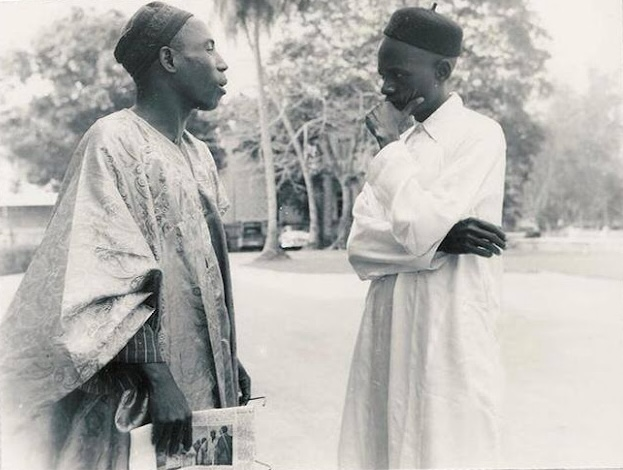
Амину и Белло Иджуму из Конгресса Объединенного среднего пояса перед всеобщими выборами 1956 года.

В знак протеста против этого результата в Кано был организован массовый митинг NEPU на 15 000 человек. Партии удалось собрать достаточно средств, чтобы отправить Амину в Англию, «чтобы отстаивать свое дело перед британским парламентом и широкой общественностью». С помощью Томаса Ходжкина и Джона Коллинза Амину смог встретиться с членами Палаты лордов, депутатами парламента-фабианцами и госсекретарем Великобритании. Местные власти в ответ преследовали и заключали в тюрьму членов NEPU в районе Кано, в частности, подвергли физическому нападению Гамбо Савабу, известную активистку за права женщин и лидера женского крыла NEPU. В NPC также образовалась «группа хулиганов», которых в просторечии называли Ян Махауката («безумцы»). Чтобы противостоять этим нападкам, некоторые члены британского парламента, такие как Феннер Брокуэй, оказали давление на колониальные власти, чтобы оно прекратило репрессивные действия.
Благодаря своему высокому статусу в партии Амину был защищен от физического насилия, от которого пострадали другие члены NEPU. Однако Амину подвергся многочисленным арестам. Примечательно, что во время федеральной избирательной кампании 1954 года он был дважды осужден. Во-первых, за то, что он развевал флаг NEPU на своей машине в городе Кано. Во-вторых, за публикацию статей с предполагаемыми «крамольными намерениями», что повлекло за собой трёхдневное тюремное заключение и штраф .  В другом случае он был обвинен в ереси группой малламаи во главе с Насиру Кабара. Обвинение основывалось на убеждении, что ношение пуговиц Саваба членами NEPU противоречит исламу, и NEPU якобы сотрудничает с христианами против религиозных лидеров Севера. В сопровождении своих советников Данлади и Лавана Дамбазау Амину предстал перед советом эмира Кано. Учитывая серьезность обвинений, он и вышеупомянутые советники «совершили предсмертное омовение». На встрече Амину отметил, что совет эмира не является местом для дискуссий. На проведённой отдельно новой встрече Амину заявил, что союз NEPU с Национальным советом Нигерии и Камеруна (NCNC) не противоречит исламским учениям, поскольку даже Мухаммед заключал оборонительный союз с евреями вокруг Медины. Он также сказал, что сам эмир Кано недавно консультировался с инженерами-христианами игбо по поводу работы над Великой мечетью Кано в 1950-х годах. Что касается пуговиц, Амину задался вопросом, считается ли неисламским то, что некоторые эмиры носят медаль британского ордена Святого Георгия. В конце концов был достигнут компромисс: членам NEPU разрешили носить партийные значки только на массовых митингах.
Амину был избран генеральным президентом NEPU на третьем ежегодном съезде партии в 1953 году, сменив Аббу Майквару. Год спустя партия сформировала альянс с Национальным советом Нигерии и Камеруна (NCNC) под руководством Ннамди Азикиве. Он участвовал в федеральных выборах 1954 года, но проиграл Майтаме Суле. Во время региональных выборов 1956 года Амину баллотировался от восточного округа Кано. Он проиграл выборы одному из самых богатых нигерийцев Ахмаду Дантате. Выборы, проведенные на основе избирательного права исключительно налогоплательщиков-мужчин, завершились тем, что Дантата получил 2119 голосов против 1776 голосов у Амину .
Всеобщие выборы в Нигерии 1959 года стали важной вехой, поскольку они стали первыми, в которых проводилось прямое голосование в каждом округе. Амину, баллотирующийся от альянса NEPU-NCNC, снова боролся за избирательный округ Кано-Восток и получил 60,4 % голосов, обеспечив себе место в Федеральной палате представителей.  В Палате представителей он был назначен заместителем кнута правительства и председателем комитета по иностранным делам и, как сообщается, отказался от министерского назначения, поскольку считал «неприличным» принимать «престижную, но бесполезную» должность, пока около 2000 его сторонников в тюрьме.

### Первая республика (1960—1966)

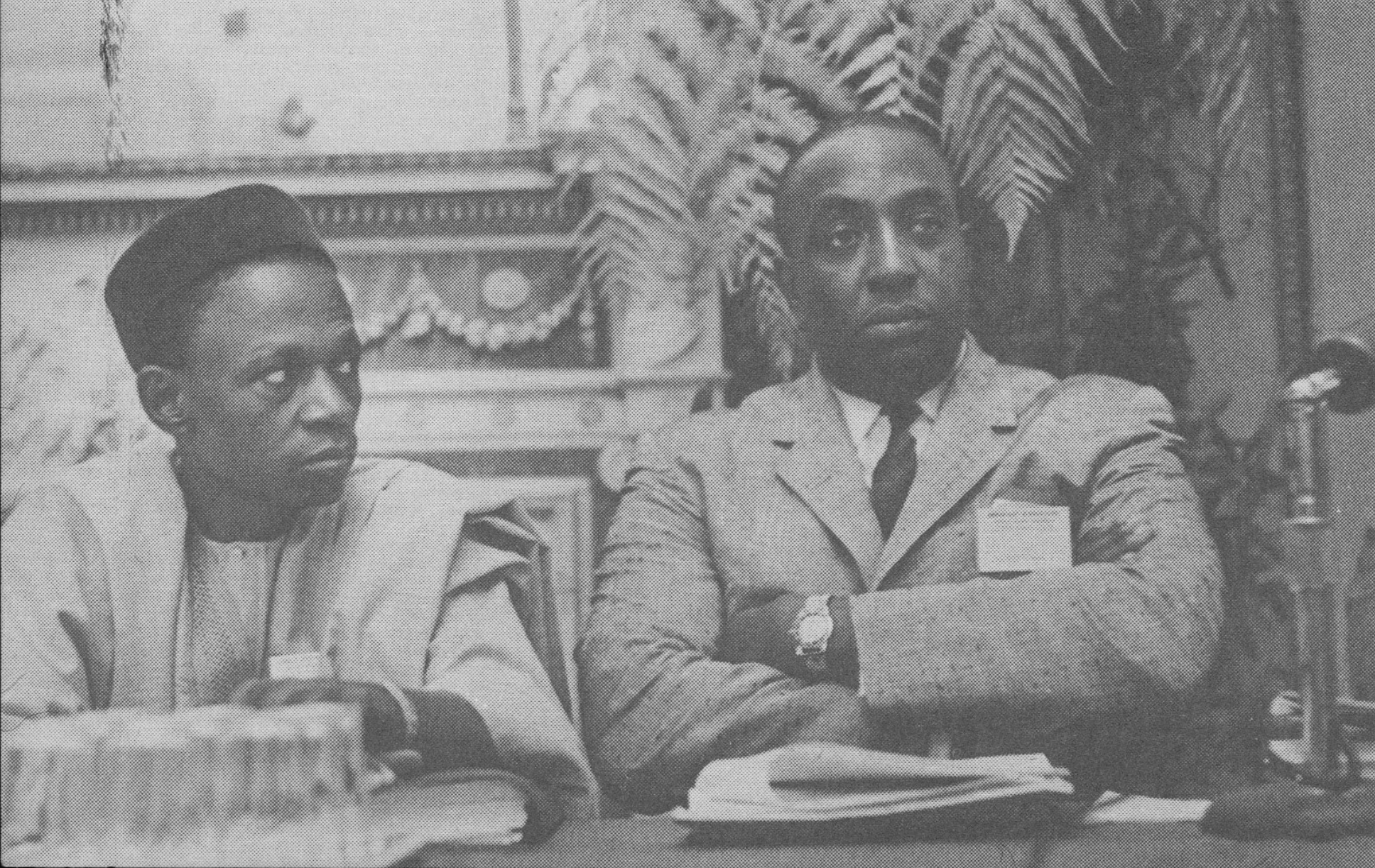
Амину (слева) на второй ежегодной конференции Американского общества африканской культуры в 1959 году. На конференции он прочитал лекцию «Проблема африканского образования»

Как парламентарий Амину сосредоточил свое внимание на национальных и международных проблемах, затрагивающих новую независимую Нигерию, сохраняя при этом свою главную цель — освобождение талакава. В Палате представителей он предложил несколько способов поддержать и ускорить усилия страны по деколонизации. Что касается внешней политики Нигерии, Амину был убежденным сторонником панафриканизма, утверждая, что Нигерия должна стать «базой борьбы против господства белых». Он настаивал на том, чтобы Нигерия увеличила свою поддержку усилий по борьбе с апартеидом в ЮАР, и призвал к дальнейшему участию Нигерии в восстановлении «мира и достоинства в Конго» . Назначенный делегатом Организации Объединенных Наций (ООН) своим бывшим коллегой из Баучи, премьер-министром Нигерии Абубакаром Тафавой Балевой, Амину стал менее радикален по сравнению со своей местной деятельностью. Во время своего пребывания в ООН он придерживался «прогрессизма и бдительного нейтрализма». Будучи воинствующим панафриканистом, он выступал за позицию неприсоединения, веря в «внеблоковую дипломатию» .
Во время пребывания Амину в Палате представителей в Лагосе управление NEPU становилось все более сложной задачей. В начале 1961 года Джозеф Тарка, лидер Объединенного конгресса среднего пояса (UMBC), предложил NEPU союз, чтобы сформировать мощную коалицию и бросить вызов NPC на Севере. Однако условием было то, что NEPU поддержит цель UMBC по созданию отдельного штат Среднего пояса. Хотя Амину видел в коалиции потенциальные выгоды, он отказался из-за принадлежности UMBC к Группе действий (AG). Он интерпретировал это предложение как косвенную попытку Генерального прокурора разорвать связи NEPU с NCNC, их главной оппозицией на юге. Несмотря на противодействие со стороны некоторых членов NEPU, предложение UMBC приобрело популярность, а отказ Амину подвергся критике. Слабые результаты NEPU на выборах 1961 года в Северную палату собрания, где они получили только одно место, усилили внутреннюю нестабильность партии .

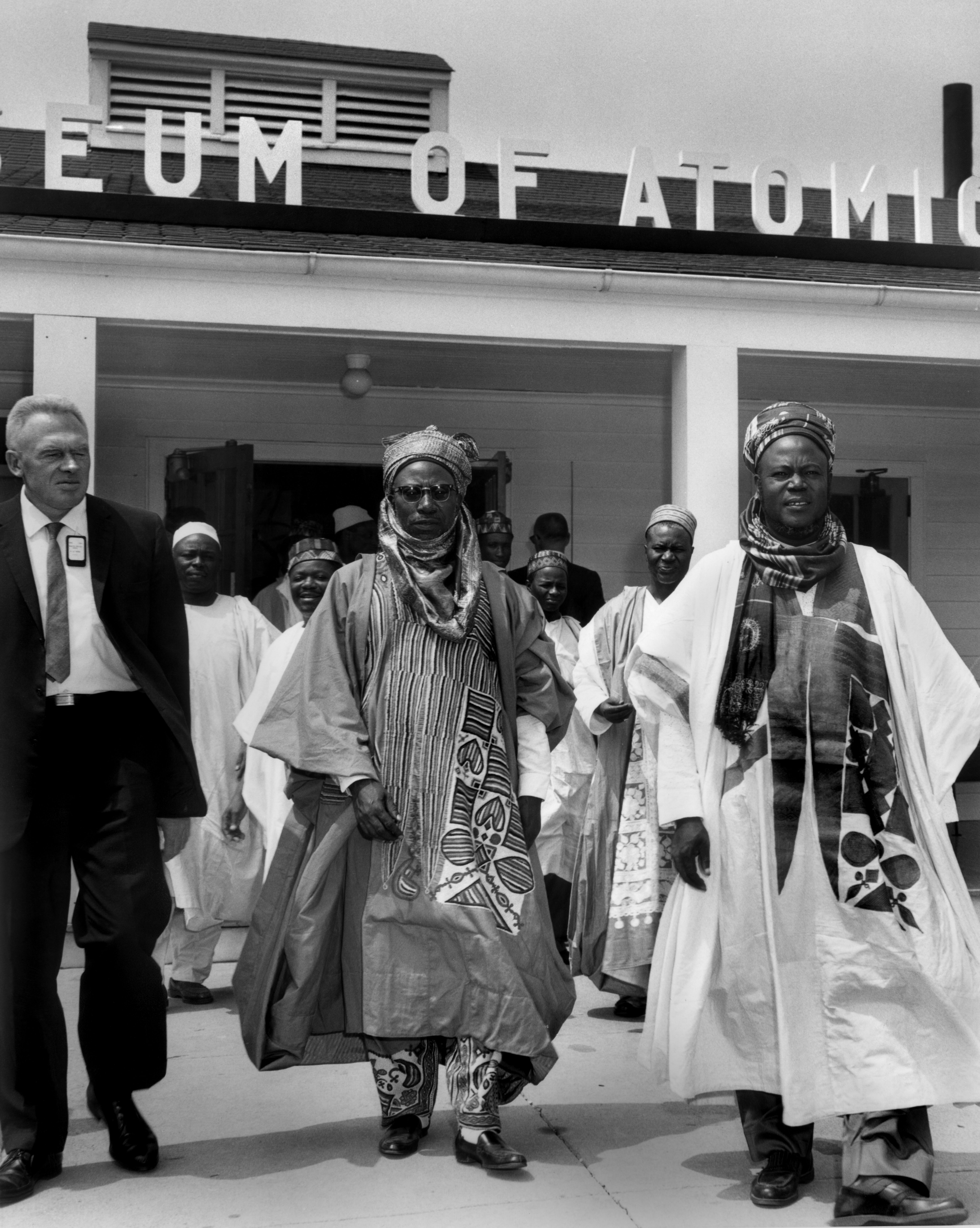
Саркин Кано Мухаммад Сануси I (в центре) и сэр Ахмаду Белло (справа) покидают Атомный музей в Ок-Ридже, США (1960)

В 1963 году Мухаммад Сануси был низложен правительством Северного региона с поста эмира Кано. Амину подозревал в причастности к смещению Ахмаду Белло, премьер-министра Северной Нигерии и лидера NPC. Он распространял плакаты и пропагандистские материалы, проводя параллели с историческим соперничеством между Сокото и Кано. Сануси сменил стареющий Мухаммад Инува, у которого были теплые отношения с Амину. Сторонники Сануси сформировали Народную партию Кано (KPP), стремясь к его возвращению или восхождению его сына Адо Сануси. KPP вступила в союз с NEPU, хотя и без обязательств по восстановлению Сануси. NPC, пытаясь спасти поддержку в Кано, призвал своих сторонников поприветствовать нового эмира. После того, как сторонники NEPU подверглись преследованиям на собрании, на следующий день они организовали более крупный митинг, на котором присутствовало 35 000 человек. Инува умер на следующий день после этого собрания, и Белло, пытаясь избежать дальнейших беспорядков, назначил на свою замену Адо Байеро, сводного брата Сануси и посла Нигерии в Сенегале. Смещение Сануси существенно повлияло на поддержку NEPU в Кано и усилило напряженность между Кано и Сокото, особенно внутри суфийских братств Тиджания и Кадрия. Хотя Амину оставался не связанным ни с одним суфийским тарикатом, он понимал их значение в Северной Нигерии и использовал соперничество для продвижения интересов NEPU. Во время федеральных избирательных кампаний 1964 года Амину посетил влиятельного лидера Тиджании шейха Ибрагима Ниасса в Каолаке, в результате чего в Северной Нигерии распространились фотографии Амину, получающего благословение от шейха .

### Всеобщие выборы 1964 года
После того, как UMBC разорвал союз с Группой действий, NEPU и UMBC сформировали Северный прогрессивный фронт (NPF), стремясь «раздробить монолитный Северный регион, чтобы дать адекватный голос более крупным группам меньшинств». KPP и другие более мелкие группы присоединились к NPF в надежде создать отдельное независимое государство Кано. По мере приближения страны к выборам во всех трех регионах усилились волнения и обвинения в коррупции. В Кано Амину как лидер NEPU встретился с лидером NPC Ибрагимом Гашашем, чтобы предотвратить потенциальное насилие путём согласования порядка проведения выборов. Гашаш согласился убедить лидеров своей партии избегать кровавых столкновений, «но безрезультатно». 28 декабря, всего за два дня до выборов, президент Азикиве призвал премьер-министра Балеву отложить выборы на шесть месяцев из-за эскалации беспорядков и попросил ООН провести мониторинг. Балева отклонил эту просьбу, заявив, что это выходит за рамки его полномочий. Председатель Федеральной избирательной комиссии, не посоветовавшись с другими членами, также отклонил её. В результате трое из шести членов комиссии ушли в отставку. Воспринимаемая несправедливость и коррупция вынуждают некоторых кандидатов и партии бойкотировать выборы, что приводит к «однобоким» результатам. Амину уступил свой избирательный округ Восточного Кано кандидату от NPC Махмуду Дантате, сыну Альхасана Дантаты и бывшему члену NEPU, при этом Дантата получил 1700 голосов против 690 голосов Амину из 40 000 избирателей.

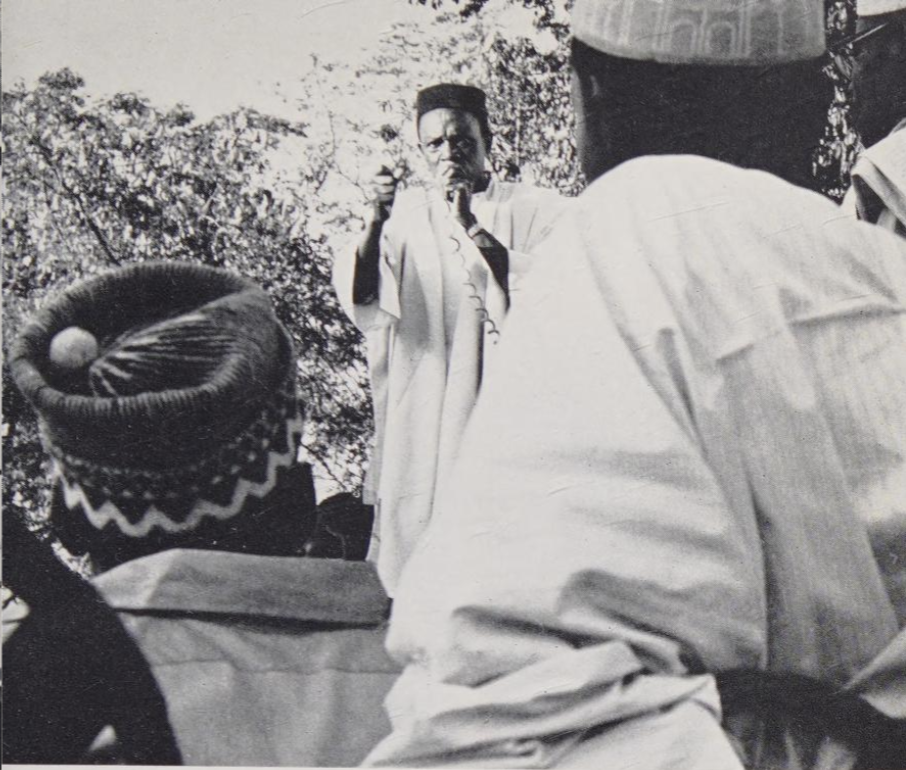
Политический митинг Амину в 1960-е годы.

После выборов Амину и центральный рабочий комитет NEPU организовали съезд для пересмотра стратегии. Для презентации была написана «Белая книга о политических проблемах, стоящих перед Нигерией», в которой оценивалась роль NEPU и предлагались организационные изменения. Этот съезд стал крупнейшим в истории партии, на нем присутствовали делегаты из сотен отделений со всего Севера. Среди обсуждавшихся тем — возможность объединения всех оппозиционных политических партий на Севере, образование «всеохватывающей национальной партии», создание новых штатов, учреждение стипендиальной помощи. Съезд также привел к созданию Движения за штат Кано (KSM), в которое вошли NEPU, KPP и некоторые диссидентствующие члены NPC. 14 апреля 1965 года по случаю основания движения состоялся один из самых массовых митингов в истории Северной Нигерии. Ахмаду Трейдер, давний друг Амину, был назначен первым президентом движения, а Амину — его политическим советником. Основной целью KSM было формирование отдельного штата Кано.
В 1965 году премьер-министр Балева назначил Амину делегатом в ООН. Амину представлял Нигерию на Конференции Организации Объединенных Наций по торговле и развитию в 1965 году. По возвращении из ООН 6 января 1966 года Амину отправился из Лагоса в Кано, чтобы принять участие в конференции NEPU, где продолжались дискуссии о путях изменения стратегии. По прибытии в Кано Амину был проинформирован через Абубакара Гуми, Великого Хади (главного судьи) Северного региона и бывшего коллеги Амину в Мару, о тайной встрече, устроенной Ахмаду Белло, находившимся тогда в Мекке. Встреча была назначена на 16 января 1966 года. Однако накануне 15 января Белло был убит. Хотя намерения Белло относительно этой встречи остаются неясными из-за его безвременной кончины, мнение Гуми заключалось в том, что тот стремился заключить избирательное соглашение для предстоящих выборов в Северную региональную ассамблею.

### Военное правление (1966—1979)
В период с 14 по 15 января 1966 года повстанческие солдаты нигерийской армии во главе с Кадуной Нзеогву и четырьмя другими убили несколько влиятельных нигерийцев, в том числе сэра Абубакара Тафаву Балева, премьер-министра Нигерии, сэра Ахмаду Белло, сардауна Сокото и премьер-министра Северной Нигерии, а также вождя. Ладок Акинтола, премьер-министра Западной Нигерии. Эта попытка государственного переворота спровоцировала движение против переворота внутри армии, возглавляемое командующим генералом Джонсоном Агийи-Иронси, которому удалось помешать перевороту. После неудавшегося переворота 16 января Агийи-Иронси занял пост главы государства, возглавив первое военное правительство Нигерии..
Несмотря на оптимизм среди своих коллег-членов NEPU, которые считали, что смогут заполнить политический вакуум, образовавшийся в результате переворота, Амину осторожно относился к режиму Иронси. Представляя свою партию, он отправил правительству «осторожно сформулированную» телеграмму, избегая присяги на верность, но выражая надежду, что режим Иронси объединит нацию и будет способствовать демократизации. Впрочем, Иронси быстро стал непопулярным в Северном и Западном регионах. Единственными влиятельными политическими фигурами в новой администрации были бывшие губернаторы. Новая ситуация на Севере стала напоминать старое непрямое правление британских колонизаторов, что еще больше усилило враждебность к режиму, особенно в радикальных кругах. Через три месяца своего правления Амину вел переговоры с Джозефом Таркой и Майтамой Суле о том, что они считали «общей угрозой для Нигерии». Иронси в конце концов согласился назначить встречу с Амину, который обрисовал проблемы, стоящие перед Севером, и предложил пути их решения. Иронси, однако, казалось, не проявлял к этому никакого интереса, поэтому усилия Амину оказались «тщетными». Впоследствии Амину полагался на относительно консервативного Адо Байеро, эмира Кано, чтобы донести свои радикальные идеи до Верховного главнокомандующего.
В мае Иронси издал скандальный «Указ об объединении», который упразднил регионы Нигерии и заменил их «группами провинций». Кроме того, Указ унифицировал ранее регионированные государственные службы. Далее он упразднил все политические партии и культурные ассоциации в попытке атаковать «трайбализм». Объявление указа усилило напряженность на Севере, где большинство элитных групп чувствовали себя все более отчужденными от правительства в Лагосе. Они считали, что Указ не был с ними должным образом обсужден и содержит «невыгодные для них» условия.  В Кано около двухсот студентов, в основном из колледжа Абдуллахи Байеро, колледжа Румфа и Школы арабских исследований, организовали акцию протеста и представили эмиру Кано письменное заявление для передачи военному губернатору Северного региона Хасану Кацине. На следующий день в городе вспыхнули беспорядки, участники которых атаковали торговцев игбо, в результате чего погибло от 100 до 200 человек. Для расследования беспорядков был создан трибунал, главой которого стал сэр Лайонел Бретт, британский судья Верховного суда Нигерии. Трибунал сэра Бретта так и не вынес своего решения, поскольку режим Иронси пал, а его лидер был убит 29 июля 1966 года. 

#### Вхождение в правительство Говона
1 августа 1966 года подполковник Якубу Говон был назначен главой государства после того, как Высший военный совет (ВВС) попросил его принять командование.

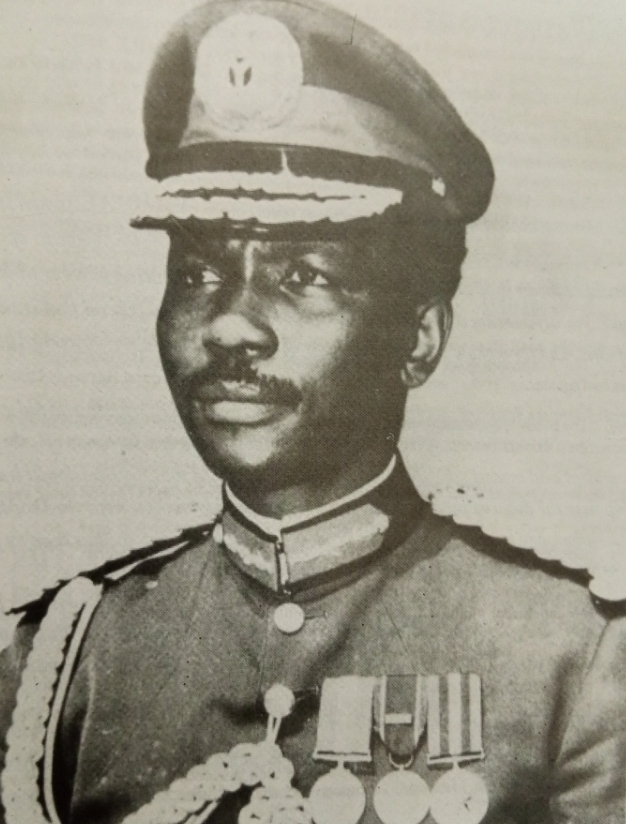
Генерал Якубу Говон

Назначение Говона, христианина-северянина из этнического меньшинства, главой государства было шагом, направленным на то, чтобы отговорить северных переворотчиков во главе с подполковником Мурталой Мухаммедом от выхода из республики. Говон незамедлительно освободил большинство политических заключенных, содержавшихся под стражей во время режима Иронси, в том числе Обафеми Аволово, влиятельного политика йоруба из западного региона. Он также отменил спорный Указ об объединении и восстановил ранее упраздненные четыре региона. Кроме того, Говон организовал конференцию региональных представителей для разработки новых конституционных принципов, известную как Специальный конституционный комитет. Среди представителей Северного региона на конференции были Амину и Джозеф Тарка. Все делегаты конференции, за исключением жителей Востока, поддержали идею сильного федерального правительства, основанного на небольших штатах.
Сразу после объявления о назначении Говона Амину помог организовать дискуссии с «лидерами мысли» Севера в Кадуне, включая государственных служащих и политиков Первой Республики. Обсуждения вращались вокруг направления нового правительства, при этом документы для обсуждения были составлены и представлены на рассмотрение, изменение или отклонение группой. Перед созывом специального комитета Говона дискуссионная группа обсудила тему новых штатов, и Амину был выбран главой подкомитета. Амину представлял группу Кадуна на специальной конференции в Лагосе, представив свои рекомендации по созданию от 12 до 14 штатов, 7 для Севера и 5 для Юга. Однако в конечном итоге Конференция разделила штаты поровну: по шесть на Север и Юг. За первые два месяца правления Говона Амину провел с ним три отдельные встречи. В первой встрече участвовала делегация Северян из десяти человек, во второй — в качестве члена Специального комитета, в третьей встрече Амину участвовал в составе комитета северян из пяти человек, возглавляемого сэром Кашимом Ибрагимом, бывшим политиком NPC и последний гражданский губернатор Северной Нигерии, созванный Говоном, чтобы убедить их в необходимости сильного федерального правительства и национального единства.
Теперь только Восточный регион остался в оппозиции. В своей дневниковой записи от 4 октября 1966 года Амину отметил: «Самый разочаровывающий отчет об армейском мятеже. Требуются скорость и действия. Восток на пути к отделению». Пытаясь ускорить возвращение к гражданскому правительству, Амину обратился к лидерам Специального комитета Аволово (Запад), Кашиму Ибрагиму (Север), Энтони Энахоро (Средний Запад) и «Эни» (Восток), чтобы начать переговоры. о создании временного правительства. Однако его усилия были прерваны вспышкой насилия на Севере. Среди трех крупных случаев крупной вспышки насилия в 1966 году октябрьский случай был «безусловно самым массовым с точки зрения смертности».  Насилие было совершено северными солдатами и местными головорезами. В результате многие игбо, проживающие на Севере, бежали на Восток в поисках безопасности. Пережив очередную резню, Восточный регион отказался вернуться к участию в специальных конференциях. К концу насилия «все ибо бежали с севера, а хауса — с востока». Массовое бегство около миллиона жителей Востока практически остановило экономику Севера. Внезапный отъезд клерков, техников, торговцев и государственных служащих серьезно повлиял на экономику региона: уровень услуг смог восстановиться примерно до 40 % от уровня, существовавшего до переворота, шесть недель спустя. Чтобы помочь решить эту проблему, Амину основал Коммерческую школу сообщества Кано (теперь известную как Коммерческий колледж сообщества Амину Кано). Хасан Кацина, военный губернатор Севера, согласился помочь ускорить реализацию проекта, а Майтама Суле предложил свой дом в качестве первого места для школы. Среди других людей, поддержавших проект, были Саркин Кано Адо Байеро, Амину Дантата, Сани Гезава, Инува Вада и Танко Якасай. Амину лично пожертвовал на проект 250 фунтов, общая сумма пожертвований составила около 4000 фунтов. Амину был председателем школы до своей кончины в 1983 году. Одним из самых известных выпускников школы является богатейший африканец Алико Данготе.
В начале января 1967 года Высший военный совет (ВВС) провел встречу в Абури (Гана), которую историк Макс Сиоллун описал как «исторические конституционные дебаты, которые определят будущую социальную и политическую структуру Нигерии».  Самым активным участником встречи был военный губернатор Востока подполковник Одумегву-Оджукву, который выдвинул ряд предложений. Среди этих предложений наиболее важными были то, что регионы должны утверждать любые решения, которые их затрагивают в будущем, а все существующие указы, противоречащие этому принципу, должны быть отменены. Эти предложения, по сути, пропагандирующие региональную автономию, получили единогласное одобрение всех сторон ВВС. Однако по возвращении Говона в Лагос «его государственные служащие были ошеломлены глубиной его уступок Оджукву». Следовательно, Абурийские соглашения так и не были реализованы, что привело к ухудшению отношений между Восточным регионом и федеральным правительством.  Пока это продолжалось, Амину; Джозеф Тарка, лидер UMBC; Алию Макаман Бида, самый высокопоставленный из ныне живущих политиков NPC; и Умару Дикко, как их секретарь, совершали поездку по Северу, чтобы информировать население о текущих событиях и, что наиболее важно, препятствовать переговорам о выходе из Федерации. Вскоре после поездки Амину потерял своего двоюродного брата Ису Вали в феврале и отца в мае

#### Гражданская война
27 мая 1967 года Говон объявил о разделе Нигерии на двенадцать штатов. Этот шаг широко приветствовался этническими меньшинствами упраздненных четырех регионов . Был сформирован Федеральный исполнительный совет (FEC) при Высшем военном совете. В состав Федеральной избирательной комиссии входили назначенные гражданские представители от каждого штата, и она должна была выполнять функции административного органа правительства. Амину был назначен представителем штата Кано и получил должность Федерального комиссара по связи.
Через три дня после разделения регионов Оджукву провозгласил независимость Восточного региона, который должен был называться Республикой Биафра.  После неудачных попыток правительства провести «полицейскую акцию» военное правительство ответило сухопутными и морскими блокадами. После этого армия Биафры вторглась и захватила контроль над штатом Среднего Запада (Бендель), что привело к объявлению войны Говоном.
На протяжении всей войны Амину оставался активным членом FEC. Он возглавлял комитет по закупкам, которому было поручено приобретать оружие, что включало в себя обширные поездки по всему миру, включая Европу, США, Советский Союз и Северную Африку, для заключения сделок по оружию. В мае 1968 года Амину участвовал в мирных переговорах между Нигерией и Биафрой, проходивших в Кампале, Уганда, через год после начала гражданской войны. В составе делегации Биафры на переговорах также присутствовал влиятельный нигерийский писатель Чинуа Ачебе — его коллега Амину был одним из немногих оппонентов в той войне, произведших на него положительное впечатление.
Амину подошел к войне не как к конфликту против народа игбо или бывшего Восточного региона, а как к войне против отделения. Во время выступления перед студентами колледжа Кано Абдуллахи Байеро в феврале 1970 года он призвал нигерийцев и правительство должным образом подготовиться к реинтеграции Биафры.

#### Реформы в Кано и очередные перевороты
В недавно созданном штате Кано при администрации Говона было две фигуры национальной власти: Ауду Бако, военный губернатор штата Кано, и Амину, гражданский комиссар и член FEC. В штате, особенно на уровне эмирата, были проведены обширные реформы. Бывшие суды алкали были заменены окружными судами, а эмирский суд расформирован. Федеральные полицейские силы и полиция эмирата были объединены и переданы под контроль комиссара полиции, назначаемого федеральным правительством. Районы эмирата были сгруппированы в 8 административных районов, в каждом из которых был назначен окружной офицер, который подчинялся секретарю военного губернатора. Местная власть была заменена Органом местного самоуправления (LGA), который в основном состоит из Совета эмирата и Комитета общих целей. Совет эмирата состоит из 40 членов, председателем которого является эмир. Около двух третей членов совета являются представителями округов и избираются путем выборов. Первоначально весь совет назначался военным губернатором.
Несмотря на сокращение полномочий эмира в Кано, особенно в судебной сфере, он по-прежнему обладал значительным влиянием на уровне LGA. Он сохранил за собой право назначать всех глав округов и мог оказывать влияние на исполнительные и законодательные вопросы на всех уровнях. Бако изложил три элемента своей политики в отношении реформ: сохранить лучшие элементы традиционного правительства эмирата в Кано, приблизить власть имущих к народу посредством представительства; и жестко обращаться с теми, кто препятствует установленной власти. Хотя Амину публично не говорил об этих реформах, многие считали его одним из ведущих реформаторов. Многие из его ранних взглядов на децентрализацию власти эмирата можно было увидеть в новых структурах штата Кано, а его идеи о лишении эмира земельных и судебных полномочий были хорошо известны. После окончания гражданской войны в 1971 году Амину занял должность федерального комиссара здравоохранения. В 1975 году против Говона был совершен государственный переворот, когда тот представлял Нигерию на 12-м саммите Организации африканского единства в Кампале. Главой государства был объявлен Муртала Мухаммад, которого год спустя убили в результате неудавшегося переворота, и его сменил его заместитель Олусегун Обасанджо.
Перед своей смертью Мухаммед учредил Комитет по разработке конституции (CDC), которому было поручено разработать новую конституцию в рамках подготовки к переходу к гражданскому правлению. В августе 1976 года Обасанджо объявил о формировании Учредительного собрания, которое должно было обсудить проект конституции, подготовленный CDC. Были проведены выборы в Учредительное собрание, и кандидаты были выбраны недавно созданной Федеральной избирательной комиссией (FEDECO). Амину был номинирован и успешно избран. Ассамблея проводила сессии с октября 1977 года по июнь 1978 года. Проект конституции Ассамблеи был представлен Высшему военному совету в августе. После одобрения SMC 17 поправок к проекту в сентябре 1978 года было объявлено о новой конституции. В тот же день был снят «запрет на политику», и нигерийцам было предложено сформировать политические партии для подготовки к выборам в следующем году.

### Вторая республика (1979—1983)

#### Создание Партии народного возрождения
После того, как генерал Мухаммед объявил о плане вернуться к гражданскому правлению к 1979 году, Амину обратился к своим знакомым с призывом сформировать политическую ассоциацию. Кроме того, он поддерживал отношения со студенческими организациями по всей стране..  Позже Амину присоединился к политическому объединению под названием «Национальное движение», состоявшему в основном из влиятельных деятелей с Севера. Ассоциация была прямым преемником дискуссионной группы «Кадуна», созданной сразу после контрпереворота 1966 года, положившего конец Первой республике. На протяжении всего этого периода группа проводила тайные встречи и в конечном итоге пригласила политических деятелей с Юга «сформировать по-настоящему национальную партию». После снятия запрета на политическую деятельность в сентябре 1978 года была создана ее преемница — Национальная партия Нигерии (НПН). 
Однако за день до запуска НПН Амину покинул ассоциацию и провел собственную сходку в Ябе (Лагос). НПН отправила за ним Джозефа Тарку и Инуву Ваду (который приходился ему двоюродным братом), чтобы убедить его вернуться. Амину согласился направить на учреждение НПН пятерых помощников, но сам в эту партию так никогда и не вернулся.
Точные причины ухода Амину из НПН остаются неизвестными, однако существуют различные теории. По словам Шеху Шагари, одного из первых членов НПН, а затем единственного кандидата в президенты от партии, предварительная встреча пришла к выводу, что некоторые члены координационного комитета должны занять определенные временные должности. Амину был номинирован вождем Адисой Акинлойе на должность секретаря по связям с общественностью. Однако вместо него он сразу же предложил бывшего члена NEPU Танко Якасай. НПН предположила, что Амину счёл эту ситуацию «оскорбительной для его национального статуса». Шагари описал эту интерпретацию как «правдоподобный, но ошибочный вывод».
Другая точка зрения на этот инцидент появилась у политических соратников Амину, таких как Лаван Дамбазау, Лили Габари, Дауда Дангалан и Сабо Бакин Зуво. По их словам, узнав об отказе Амину вернуться в НПН, Амину Дантата поспешил в Кано и созвал в своей резиденции встречу с различными влиятельными фигурами, в том числе с бизнесменами, политиками, госслужащими и профессионалами из Кано. Целью этого собрания было изучение способов убедить Амину примириться с НПН. Несколько присутствующих по очереди обращались к нему и призывали его воссоединиться с партией. Доктору Ибрагиму Датти Ахмеду, бывшему генеральному президенту Верховного совета шариата в Нигерии, в конечном итоге была предоставлена возможность выступить, и, по словам Дамбазау, он «раскритиковал Маллама Амину как врага Севера; врага традиционных институтов; враг ислама; и поэтому они не могли сосуществовать с ним в НПН». Дамбазау отметил, что никто не защищал Амину и не пытался сдерживать Датти во время его выступления. После замечаний Датти Амину начал защищаться, и встреча погрузилась в хаос, что привело к ее переносу на следующий день.
Перед следующей встречей Амину заболел и несколько дней был прикован к постели. Во время его болезни сторонники Амину из разных частей страны, в том числе Баларабе Муса (из Кадуны), А. Д. Яхья, Ананоби (из Порт-Харкорта), Б. К. Бенсон (из Лагоса), а также Дандатти Абдулкадир, Дахиру Лиман и Дамбазау (все из Кано), собрались в Кано, чтобы обсудить с ним дальнейшие шаги.
Сторонники Амину организовали большое собрание, позже названное «Тарон Рами», что означает «собрание у рва». Участники собрания пришли к выводу, что Амину подвергся оскорблениям и неуважению со стороны НПН и ее членов, что привело к решению создать свою собственную политическую партию. На мероприятии выступили Дамбазау, Усман Нагадо и Абубакар Рими. Несмотря на то, что он был болен и прикован к постели, Амину разослал делегатов по всей стране обсудить со своими сторонниками и союзниками дальнейшие действия. После положительных отзывов он сформировал комитет, чтобы заложить основу партии.
21 октября 1978 года в Кадуне была создана Партия народного возрождения (искупления, спасения; People’s Redemption Party, PRP), привлекая в свои ряды рабочих, в том числе радикальных профсоюзных деятелей, ремесленников, крестьянство и прогрессивную интеллигенцию (педагогов, журналистов, писателей), среди которых было немало бывших членов NEPU. Среди первых членов партии были влиятельные фигуры по всей стране, такие как Сэм Икоку, Абубакар Рими, Чинуа Ачебе, Воле Шойинка, Юсуфу Бала Усман, Умару Муса Яр’Адуа, Суле Ламидо, Гали Умар На’Абба, Сабо Бакин Зуво, Майкл Имуду и Эдвард Икем Океке. Сообщалось, что учреждение новой партии в октябре привлекло «невероятное количество людей из всех слоев общества».

#### Всеобщие выборы 1979 года
Первые с восстановления в стране гражданского правления выборы проходили с 7 июля по 11 августа 1979 года. Участвовать в них разрешили только пяти партиям: помимо NPN и PRP, Партии единства Нигерии (UPN) во главе с Аволово, Нигерийская народная партия (NPP) во главе с Азикиве и Великая народная партия Нигерии (GNPP) во главе с Вазири Ибрагимом. Выборы были не только первыми за 15 лет, но и первыми в Северной Нигерии, в которых разрешили участвовать женщинам.
Амину был выбран кандидатом в президенты от PRP, однако FEDECO отказал ему в разрешении участвовать в выборах из-за предполагаемых налоговых нарушений, и ему пришлось предоставить «более убедительные доказательства». В конце концов его оправдали, подтвердив, что он не пропускал никаких налоговых платежей.

Результаты президентских выборов 1979 года в Нигерии

По мере приближения выборов становилось все более очевидным, что НПН «на пути к власти». После того, как партия добилась широкого успеха на выборах в Национальное собрание, участвующие партии начали предлагать и формировать альянсы. 28 июля три из пяти партий — а именно UPN, NPP и GNPP — встретились в Лагосе, чтобы сформировать альянс против NPN. PRP была приглашена присоединиться, но не ответила. Аналогичная схема была предложена PRP NPN через Шеху Шагари, кандидата в президенты от последней. Он пытался убедить Амину отказаться от участия в президентской гонке, «поскольку мы оба знали, что его шансы безрадостны». В свою очередь, PRP могла бы больше сосредоточиться на других выборах и «участвовать в федеральном правительстве НПН». По словам Шагари, Амину согласился, но при двух условиях: сперва проконсультируется со своими однопартийцами и получит их одобрение, а также оспорит решение FEDECO в суде, чтобы «защитить свое доброе имя». Амину был оправдан 1 августа 1979 года, за несколько часов до крайнего срока выдвижения кандидатов в президенты. В тот же день он вылетел из Кано в Лагос, чтобы подать документы о выдвижении своей кандидатуры в FEDECO. Это привело Шагари к выводу, что PRP не одобрила их соглашение.
На президентских выборах, состоявшихся 11 августа, Амину победил только в своем родном штате Кано, где он набрал 76 % голосов. По всей стране он получил 1 732 113 голосов, что составляет 10 % от общего числа поданных голосов. Партия народного возрождения представила выборы в русле классовой борьбы в Кано, что способствовало значительному успеху партии в штате .  Кроме того, PRP одержала победу на двух губернаторских выборах: Абубакар Рими в Кано (с 79 % голосов) и Баларабе Муса в Кадуне (с 45 % голосов). По словам Шагари, Амину был умелым участником кампании и «искренне заботился о людях и сочувствовал им», но не смог добиться большего успеха в масштабах всей страны, потому что «его выборах не хватало крупной организационной базы и ресурсов, необходимых для эффективной общенациональной кампании» .
16 августа FEDECO объявила результаты президентских выборов. Шагари был объявлен победителем, набрав 5 688 857 голосов по всей стране.  Заявление FEDECO вызвало споры: Азикиве, представлявший четыре проигравшие партии, отверг «полностью и без каких-либо оговорок объявление Альхаджи Шеху Шагари избранным президентом» . Аволово подал апелляцию в Верховный суд, но тот отклонил её.
После объявления Шагари избранным президентом альянс между противоборствующими партиями, в который теперь входила и PRP, укрепился, что побудило правящую НПН также пойти на выстраивание коалиций. По словам Шагари, они обратились к остальным четырем сторонам с просьбой начать переговоры, на что PRP откликнулась первой. Однако именно NPP Азикиве в конечном итоге достигла «соглашения» с правящей партией. Условия соглашения были окончательно согласованы представителями двух сторон 22 августа, через два дня после выступления Азикиве с отклонением заявления Шагари. По словам историка Ойелай Ойедиран, одно из соглашений, заключенных во время встреч, касалось Амину: «должны были быть приняты специальные меры для Альхаджи Амину Кано, лидера PRP, если его партия присоединится к альянсу». Спустя год правления Шагари соглашение между NPN-NPP было нарушено и официально было расторгнуто 6 июля 1981 года.

#### Раскол в партии
Через несколько месяцев девять губернаторов от UPN, GNPP и PRP проводили ежемесячные встречи, на которых выражали своё недовольство правительством Шагари. Эти губернаторы считались главной политической оппозицией правящей партии. Это вызвало напряженность внутри PRP, поскольку наиболее влиятельные лидеры партии — ее президент Амину и ее национальный секретарь С. Г. Икоку — подчеркнули важность взаимодействия с НПН, в то время как некоторые более радикальные члены, в том числе два губернатора, Абубакар Рими и Баларабе Муса, выступили против любой формы сотрудничества.

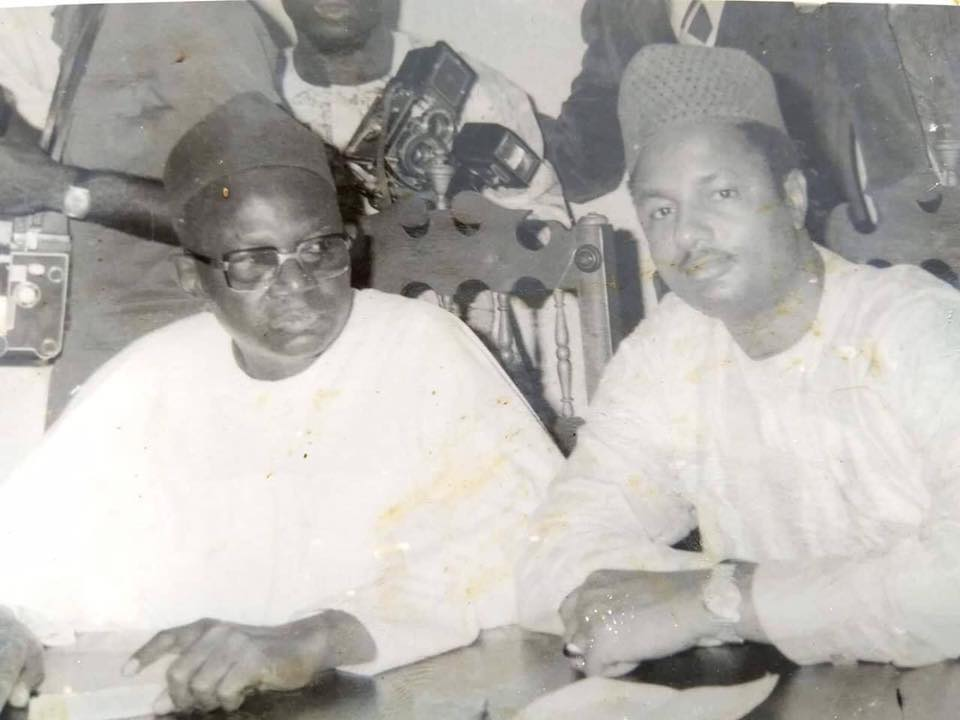
Амину и Абубакар Рими. Вероятно, снято до раскола партии.

Внутри партии образовались две фракции. «Радикальная» фракция была более или менее «глубоко привержена радикальным переменам и социалистическим принципам». У них было стремление к «открытому противостоянию классовых сил». В это крыло вошли некоторые из членов-основателей партии, большинство членов Палаты представителей, видные интеллектуалы и оба губернатора. Другая фракция представляла более умеренных и идеологически разнообразных членов партии. Они поощряли более умеренный «демократический гуманизм» Амину Кано и считали, что конфронтация с правительством Шагари «должна уступить, по крайней мере на данный момент, императивам национального единства и межпартийного сотрудничества». В эту группу входили как некоторые видные идейные левые, такие как Икоку и Амину, так и бизнесмены, профессионалы и другие члены партии, лично лояльные Амину. Радикальная фракция получила название Санци («скользкий» на языке хауса) со слов Амину, что те находятся на «скользком пути». Рими ответил, что «некоторые партийные лидеры» «застряли в грязи», поэтому фракция, поддерживающая Амину, стала известна как Тао («грязь» на языке хауса).
Весной 1980 года, когда Амину находился за границей на лечении, руководство PRP официально запретило двум своим губернаторам присутствовать на встречах оппозиционных губернаторов. По возвращении, не имея возможности выступать посредником между двумя фракциями, он открыто присоединился к фракции Тао, тем самым одобрив действия партийного истеблишмента. Поскольку оба губернатора, несмотря на директиву, продолжали присутствовать на собраниях оппозиционеров, их исключили из партии. В ответ фракция Санци, претендующая на роль подлинной PRP, созвала в декабре 1980 года партийный съезд, на котором исключила Амину и Икоку, заменив их вождём Майклом Имоду и Абубакаром Рими соответственно. Однако, несмотря на значительное количество законодателей PRP, перешедших на сторону фракции Санци, FEDECO признал законным лидером партии Амину. 
7 июля 1981 года губернатор Рими направил письмо эмиру Кано Адо Байеро, обвинив его в умышленном неуважении к правительству штата Кано. В письме требовалось дать ответ в течение 48 часов, чтобы обосновать, почему не следует применять дисциплинарные меры. Журнал West Africa охарактеризовал письмо как «самое неуважительное… подходящее для упрека клерку, но… совершенно неподходящее для обращения к [уважаемому] традиционному и религиозному лидеру». Другие консервативные религиозные и интеллектуальные деятели также осудили письмо, как и представитель фракции Тао. НПН быстро воспользовалась ситуацией, призвав «людей доброй воли» «защищать свои традиционные институты».
10 июля 1981 года в Кано вспыхнуло насилие, в результате чего было сожжено несколько правительственных зданий, в том числе Секретариат правительства штата, Радио Кано и Дом собрания штата. Нападениям также подверглись штаб-квартира фракции Санци и резиденции ключевых чиновников правительства Рими. Доктор Бала Мохаммед, главный политический советник Рими и ведущий интеллектуал партии, погиб в огне. Журнал West Africa в своем номере от 20 июля 1981 года оценил общий ущерб от беспорядков в 100 миллионов фунтов стерлингов. Лидеры фракции Санци обвинили НПН и Амину в организации беспорядков с целью «сохранить свою политическую власть».
Убийство доктора Балы Мохаммеда усилило раскол внутри PRP. Ранее Баларабе Муса, губернатор Кадуны от этой партии, был подвергнут импичменту Палатой собрания штата, в которой доминировала НПН. В 1982 году он выпустил книгу под названием «Борьба за социальные и экономические перемены», в которой обвинил Амину в организации убийств 1981 года. Муса далее утверждал, что, несмотря на «всю свою риторику, басни, жесты и уловки, Маллам Амину Кано не смог заставить наше правительство и основную часть партии предать нашу программу».
После изгнания нескольких влиятельных членов из PRP фракция Санци распалась из-за таких проблем, как электорализм, кризис выживания и стратегические конфликты. Абубакар Рими присоединился к NPP Азикиве, а Баларабе Муса пытался примириться с Амину. Муса рассказал в интервью 2012 года, что из-за болезни Амину в этот период он «практически не осознавал своего окружения», чем воспользовались «некоторые скверные люди вокруг него». Муса также упомянул о намерении Амину организовать собрание примирения в своем доме, но этому помешало его ухудшающееся здоровье.

## Смерть и наследие
Готовясь к президентским выборам 1983 года, Амину выбрал Болу Огунбо своим кандидатом на пост вице-президента, и это был первый случай, когда женщина претендовала этот пост в стране. Однако сам Амину скончался 17 апреля 1983 года, за несколько месяцев до выборов.
Амину Кано, перенесший инсульт в результате приступа церебральной малярии, умер 17 апреля 1983 года в своем доме в Кано. Похоронен в тот же день в своем доме. С 2001 года в годовщину его смерти в Доме Мамбайя ежегодно проводится памятная лекция.